# (21575) Padmanabhan
(21575) Padmanabhan (1998 RB80) – planetoida z pasa głównego asteroid okrążająca Słońce w ciągu 4,53 lat w średniej odległości 2,74 j.a. Odkryta 14 września 1998 roku.